# Brbinj
Brbinj (olaszul: Birbigno) falu Horvátországban Zára megyében. Közigazgatásilag Salihoz tartozik.

## Fekvése
Zárától légvonalban 19 km-re délnyugatra, községközpontjától légvonalban 21 km-re, közúton 27 km-re északnyugatra a Dugi-sziget középső részén, két festői öböl a Jaz és a Lučina által közrefogva, Savar és Dragove között fekszik. Örökzöld olajfa, fenyő és macchialigetek övezik. A Lučina-öböllel átellenben fekszik a kis Utra-sziget. Az öböl kikötője teljesen védett az adriai szelektől, kisebb jachtok kikötésére is alkalmas. Kiváló természeti adottságai miatt kompkikötő működik itt, napi összeköttetést biztosítva Zára felé, a nyári főszezonban pedig a Fiume-Split-Grčka és Zára-Ancona útvonalon is. A falutól délre található a Brbišćica-öböl hatalmas sziklákkal, számos barlanggal és egy védett horgonyzóhellyel a nyílt tenger irányában.

## Története
Brbinj Szent Kozma és Damján plébániáját 1195-ben említik először, amikor III. Celesztin pápa a zárai Szent Krsevan kolostornak tíz plébániát adományoz, amelyek között megemlíti a brbinji Szent Kozma és Damján plébániát és birtokait is „Berbinei”, illetve „de Berbigno” alakban. A neves horvát nyelvész Petar Skok szerint a falu neve a latin „verbena” (vasfű) növénynévből és az ebből kialakult „Birbinium” településnévből származik. Egy 1996-os dokumentum arról szól, hogy itt 51 sólepárló működik. Később ezt egy 1370-ből származó forrás is megerősíti. A falu területe a sziget többi részéhez hasonlóan Zárához tartozott, majd 1409-től a várossal együtt a Velencei Köztársaság része lett. A 18. század végén Napóleon megszüntette a Velencei Köztársaságot. Dugi otok 1797 és 1805 között Habsburg uralom alá került, majd az egész Dalmáciával együtt a Francia Császárság része lett. 1815-ben a bécsi kongresszus újra Ausztriának adta, amely a Dalmát Királyság részeként Zárából igazgatta 1918-ig. A településnek 1857-ben 202, 1910-ben 333 lakosa volt. Az első világháborút követően előbb a Szerb-Horvát-Szlovén Királyság, majd Jugoszlávia része lett. A népesség nagyarányú csökkenése az 1970-es években megindult kivándorlás (főként Amerikába és Ausztráliába) miatt történt. A falu és a plébánia 1995. augusztus 5-én ünnepelte fennállásának 800. évfordulóját, amelyen a szentmisét Ivan Prenđa zárai koadjutor érsek celebrálta.
A falunak 2011-ben 76 lakosa volt, akik hagyományosan mezőgazdasággal, halászattal és újabban egyre inkább turizmussal foglalkoznak.

## Lakosság
| Lakosság változása | Lakosság változása | Lakosság változása | Lakosság változása | Lakosság változása | Lakosság változása | Lakosság változása | Lakosság változása | Lakosság változása | Lakosság változása | Lakosság változása | Lakosság változása | Lakosság változása | Lakosság változása | Lakosság változása | Lakosság változása |
| ------------------ | ------------------ | ------------------ | ------------------ | ------------------ | ------------------ | ------------------ | ------------------ | ------------------ | ------------------ | ------------------ | ------------------ | ------------------ | ------------------ | ------------------ | ------------------ |
| 1857               | 1869               | 1880               | 1890               | 1900               | 1910               | 1921               | 1931               | 1948               | 1953               | 1961               | 1971               | 1981               | 1991               | 2001               | 2011               |
| 202                | 233                | 230                | 238                | 309                | 333                | 328                | 327                | 328                | 336                | 296                | 272                | 104                | 168                | 85                 | 76                 |

## Nevezetességei
- Szent Kozma és Damján vértanúk tiszteletére szentelt plébániatemploma a 11. században épült, 1925-ben meghosszabbították. A talajsüllyedés által a falakban okozott repedések kijavítására 1992-ben teljesen megújították és újra felszentelték. Hosszúsága 19 méter, szélessége 7 méter. Öt márvány oltára van. A főoltáron a Szűzanya mellett a falu két védőszentjének szobrai állnak. A mellékoltárokon Jézus Szíve, a Gyógyító Boldogasszony és Szent Miklós szobrai, valamint a Szent Család képe található. A falmélyedésekben Szent József és Kis Szent Teréz szobrai láthatók. A francia uralom idejéig 1812-ig sírok is voltak a templomban, valamint az 1950-es évekig a templom körül is. 1958 óta a temetkezések már az új temetőben történnek, ahol temetőkápolna is áll. A templom két említésre méltó műtárggyal rendelkezik, amelyek ma a zárai egyházművészeti múzeumban őriznek. Ezek egy 14. századi aranyozott ezüstkereszt Szűz Mária alakjával és egy 15. századi kereszt Szent Kozma és Damján, Szűz Mária és Szent János apostol alakjaival.[2]
- A faluban található a Soppe család 16. századi megerősített udvarháza. A kastély kápolnájának oltárán 1904-ben L. Jelić még egy glagolita feliratot látott, de az oltárkép a II. világháború idején eltűnt.[2]
- A kis Utra-szigeten kora keresztény templom maradványai találhatók.[5]